# Mikael Stanne
Mikael Stanne (født 20. maj 1974 i Göteborg, Sverige) er vokalist i det svenske melodiske dødsmetal-band Dark Tranquillity.

## Dark Tranquillity
Han spillede originalt rytmeguitar og sang bagvokal på Dark Tranquillitys første album Skydancer og deres tidligere demoer inklusiv dem de udgav under navnet Septic Broiler.
Da Anders Fridén forlod Dark Tranquillity efter deres debutalbum blev Mikael Stanne den nye vokalist. Normalt plejede Stanne at growle, men på bandets album Projector fra 1999 viste han også sine evner indenfor "rensang." Han har også skrevet store dele af bandets sangtekster.
Mikael Stanne er kendt som en af dødsmetals mest betagende sangere for hans evne til at skifte stil fra brølende growl til et gennemtrængende hvinene skrig.

## Med In Flames og Hammerfall
Mikael Stanne var ikke kun rytmeguitarist i Dark Tranquillity men også vokalist i In Flames. Han var med til at indspille deres første album Lunar Strain og byttede derefter med Anders Fridén.
Stanne var også med i power metal-bandet HammerFall som deres vokalist fra 1993-1996. Dark Tranquillitys guitarist Niklas Sundin spillede også i bandet fra 1993-1995.